# Nico Icon
Nico Icon je německo-americký dokumentární film režisérky Susanne Ofteringer z roku 1995. Premiéru měl 18. února 1995 na Berlínském mezinárodním filmovém festivalu. Pojednává o německé modelce, herečce a zpěvačce Nico. Své vzpomínky na ní zde vyprávěli například Jackson Browne, Billy Name, Jonas Mekas, Paul Morrissey nebo John Cale. Jako soundtrack k filmu posloužily písně z celé její kariéry, například „I'm Not Sayin'“, „All Tomorrow's Parties“, „Ari's Song“ nebo „Frozen Warnings“. Poslední jmenovanou zde zahrál John Cale během závěrečných titulků.